# Sierra de la Mora
La Sierra de la Mora (en gallego, Serra da Moura) o Sierra de Silvaescura, está situada entre los ayuntamientos de Gomesende, Quintela de Leirado, Ramiranes, Celanova y Camino Tiene una orientación NO-SL, del ala oeste nacen pequeños afluentes al río Deva y en la este al río Tuño, por el norte está conectada a la Sierra de la Pena y por el sur a la Sierra de Laboreiro y a la extensión de esta, la Sierra de la Edra.
La máxima altitud es el Coto de la Mora con 950m entre Quintela de Leirado y Ramirás, aunque también destacan otras cumbres como El Castelo(819m), la Peña de las Verrugas(883m) o El Cimón(801m).
La vegetación de matorral junto con amplias praderas hacen que esta zona se aproveche para la cría de ganado vacuno y equino.
En la cima también se sitúan dos antenas de telecomunicaciones.